# Apache Hama
Apache Hama é um framework para computação distribuída com base no Bulk Synchronous Parallel (BSP) para computações científicas massivas, como, por exemplo: matriz, aprendizado de máquina, grafos e algoritmos de rede. É um projeto sob a Apache Software Foundation. Foi criado por Edward J. Yoon, que nomeou o projeto (abreviação de "Hadoop Matrix"). Foi inspirado pelo modelo Pregel do Google, um framework de computação de grafos em larga escala descrito em 2010.

## Arquitetura
Hama consiste em três componentes principais: BSPMaster, GroomServers e Zookeeper.